# Dennis Kaars
Dennis Kaars (Purmerend, 7 juni 1988) is een Nederlands voetballer die als spits voor JOS Watergraafsmeer speelt.

## Carrière
Dennis Kaars speelde voor verschillende amateurclubs, waaronder ASV De Dijk. Hij baarde opzien door in het seizoen 2016/17 in 34 competitiewedstrijden voor De Dijk 41 doelpunten te scoren. In de winterstop van het seizoen 2016/17 was hij op proef bij Eredivisieclub Sparta Rotterdam, maar dit leverde geen contract op. 
In de zomer van 2017 tekende hij wel bij een profclub, FC Den Bosch. Hij debuteerde in het betaald voetbal op 18 augustus 2017, in de met 1-3 verloren thuiswedstrijd tegen Jong AZ. Zijn doelpuntenscore viel tegen en op 31 augustus 2018 ging hij naar de Quick Boys. 
Op 22 februari 2020 werd bekend dat Kaars in de zomer zou gaan terugkeren naar zijn oude club VV HBOK.

### Statistieken[5]
| Seizoen                        | Club         | Land      | Competitie     | Competitie | Competitie | Beker | Beker | Totaal | Totaal |
| Seizoen                        | Club         | Land      | Competitie     | Wed.       | Dlp.       | Wed.  | Dlp.  | Wed.   | Dlp.   |
| ------------------------------ | ------------ | --------- | -------------- | ---------- | ---------- | ----- | ----- | ------ | ------ |
| 2016/17                        | ASV De Dijk  | Nederland | Derde divisie  | 34         | 41         | 3     | 3     | 37     | 44     |
| 2017/18                        | FC Den Bosch | Nederland | Eerste divisie | 31         | 6          | 1     | 0     | 32     | 6      |
| Totaal                         | Totaal       | Totaal    | Totaal         | 65         | 47         | 4     | 3     | 59     | 50     |
| Bijgewerkt op 31 augustus 2018 |              |           |                |            |            |       |       |        |        |

## Privé
Hij is een broer van Martijn Kaars.